# Computervision
Computervision, Inc. (CV) was een pionier in Computer Aided Design and Manufacturing (CAD/CAM). Het bedrijf werd in 1969 opgericht door Marty Allen en Philippe Villers en had zijn hoofdkantoor in Bedford (Massachusetts) in de Verenigde Staten.

## Geschiedenis
De eerste producten maakten gebruik van een Data General Nova-platform. Vanaf ongeveer 1975 bouwde Computervision zijn eigen hardware, de CGP (Computervision Graphics Processor). Dit waren Nova-compatibele 16-bits minicomputers met extra instructies die geoptimaliseerd waren voor grafische toepassingen en die gebruikmaakten van een eigen besturingssysteem: CGOS (Computervision Graphic Operating System).

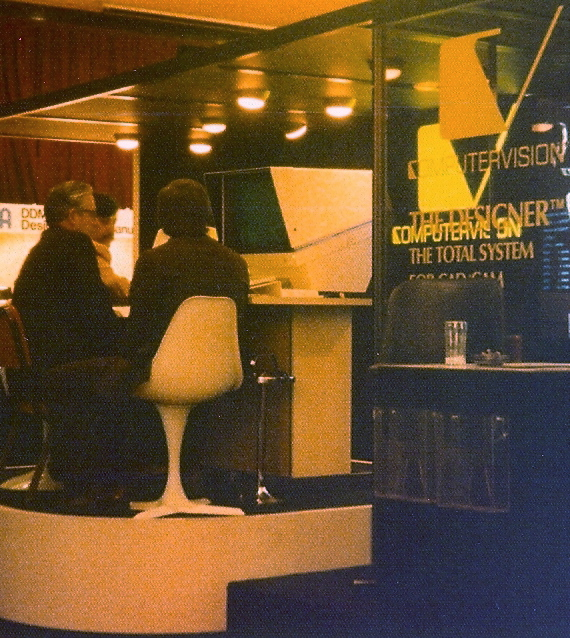
Het Computervision CADDS-systeem op een vakbeurs in 1978

Twee bekende CAD/CAM-producten van Computervision waren CADDS en MEDUSA, dat ook door Prime Computer verkocht werd. In de jaren 80 sloot Computervision een overeenkomst met Sun Microsystems en herschreef het zijn code om te werken op Unix-gebaseerde platforms.
Computervision werd in 1988 overgenomen door Prime Computer voor US$ 434 miljoen. Prime bestond daarna uit twee divisies: Prime Hardware dat verantwoordelijk was voor het ontwerp en de productie van de computersystemen en Prime Computervision dat verantwoordelijk was voor de CAD/CAM-activiteiten.
In 1992 werd de productie van Prime-computersystemen stopgezet. Prime verkocht de restanten van zijn hardwaredivisie, veranderde zijn naam in Computervision en concentreerde zich voortaan uitsluitend op zijn CAD/CAM-softwareproducten. 
Op 12 december 1998 werd Computervision overgenomen door Parametric Technology Corporation (PTC). Begin 2002 verkocht PTC alle rechten op de MEDUSA-software aan CAD Schroer, de grootste wederverkoper van MEDUSA in Duitsland, die het product nog steeds verder ontwikkelt. CADDS wordt nog altijd door PTC aangeboden, sinds 2019 als een CAD/CAM-systeem dat gespecialiseerd is voor scheepsbouw.